# 孙淳
孙淳（1956年7月4日—），中国男演员。

## 生平
上海戏剧学院表演系77级毕业生。處女作為电影《见习律师》。出道早期多与第五代导演合作，如陈凯歌的电影《大阅兵》中扮演孙放教官；张艺谋的电影《摇啊摇，摇到外婆桥》中扮演黑帮宋二爷。因在电影《缉毒英雄》里有出色的表演，获得了中国大陸电影最高奖──金鸡奖。1996年调入中央实验话剧院（现中国国家话剧院），一级演员。电视剧《走向共和》中，他增肥数十斤，出演了袁世凯。

## 家庭
孙淳的妻子是演员傅丽莉，祖籍山东，是他在上海戏剧学院77级表演系的同班同学。他的哥哥是导演孙周。孙淳還有一個姊姊。

## 电视剧
| 首播年度 | 剧名                   | 角色     | 备注 |
| 1983年   | 《今夜有暴风雪》       | 匡富春   |      |
| 1983年   | 《希布克拉第誓言》     | 主任医生 |      |
| 1989年   | 《勾魂牌》             | 欧阳清   |      |
| 1992年   | 《皇城根儿》           | 张全义   |      |
| 1994年   | 《洋行里的中国小姐》   | 方亦诚   |      |
| 1994年   | 《心的旋律》           | 高强     |      |
| 1995年   | 《换个活法》           | 扬帆     |      |
| 1995年   | 《浦江叙事》           | 罗逸民   |      |
| 1997年   | 《走入欧洲》           | 陶泽     |      |
| 1998年   | 《大法庭》             | 郭人杰   |      |
| 1999年   | 《澳门的故事》         | 徐梦飞   |      |
| 2000年   | 《燃情岁月》           | 潘俊     |      |
| 2000年   | 《堆积情感》           | 周义     |      |
| 2000年   | 《重案六组》           | 严大队   |      |
| 2002年   | 《走向共和》           | 袁世凯   |      |
| 2003年   | 《智慧风暴》           | 罗大正   |      |
| 2004年   | 《刑警使命》           | 周明凯   |      |
| 2005年   | 《大清风云》           | 范浩正   |      |
| 2005年   | 《好想，好想谈恋爱》   | 伍岳峰   |      |
| 2005年   | 《阮玲玉》             | 唐季珊   |      |
| 2005年   | 《昭君出塞》           | 毛延寿   |      |
| 2006年   | 《沉默与谎言》         | 杜德仁   |      |
| 2006年   | 《中国近卫军》         | 贺东航   |      |
| 2006年   | 《离婚官司》           | 黄大铭   |      |
| 2007年   | 《相思树》             | 丛原     |      |
| 2007年   | 《淞沪风云》           | 虔一鸣   |      |
| 2008年   | 《天涯咫尺》           | 龙笑之   |      |
| 2008年   | 《祈望》               | 姜文君   |      |
| 2009年   | 《人间正道是沧桑》     | 瞿恩     |      |
| 2009年   | 《内线》               | 陈怀远   |      |
| 2009年   | 《糟糠之妻》           | 陈继平   |      |
| 2010年   | 《说好不分手 》        | 林易南   |      |
| 2010年   | 《幸福來敲门》         | 宋宇生   |      |
| 2011年   | 《火流星》             | 黄显龙   |      |
| 2013年   | 《赵氏孤儿案》         | 屠岸贾   |      |
| 2014年   | 《历史转折中的邓小平》 | 吴阶平   |      |
| 2014年   | 《剧场》               | 李立勋   |      |
| 2016年   | 《穿越谜团》           | 卫刚     |      |
| 2017年   | 《琅琊榜之风起长林》   | 萧庭生   |      |
| 2019年   | 《精英律师》           | 封印     |      |
| 2022年   | 《县委大院》           | 周良顺   |      |
| 2023年   | 《纵有疾风起》         | 叶守儒   | 客串 |
| 待播     | 《一身孤注掷温柔》     |          |      |

## 电影作品
| 首映日期 | 片名                  | 角色   |
| 1982年   | 《见习律师》          | 言文刚 |
| 1983年   | 《锅碗瓢盆交响曲》    | 牛宏   |
| 1986年   | 《魔窟中的幻想》      | 典狱长 |
| 1986年   | 《荒岛枪声》          | 卢剑   |
| 1986年   | 《大阅兵》            | 孙放   |
| 1986年   | 《残酷的情人》        | 肖原   |
| 1987年   | 《太阳雨》            | 刘亦东 |
| 1989年   | 《死期临近》          | 王克伟 |
| 1991年   | 《红十字作证》        | 于学诚 |
| 1991年   | 《不要问我从哪里来》  | 欧阳杰 |
| 1992年   | 《留守女士》          | 嘉东   |
| 1993年   | 《刑警荣誉》          | 田震   |
| 1993年   | 《测谎器》            | 唐凯   |
| 1994年   | 《摇啊摇,摇到外婆桥》 | 宋二爷 |
| 1996年   | 《紧急救助》          | 廖伟   |
| 1996年   | 《缉毒英雄》          | 罗亦夫 |
| 1999年   | 《蝴蝶的微笑》        |        |
| 2004年   | 《新警察故事》        | 總警司 |
| 2009年   | 《秋喜》              | 夏惠民 |
| 2011年   | 《辛亥革命》          | 袁世凯 |
| 2011年   | 《黄金大劫案》        | 白慕容 |
| 2016年   | 《湄公河行動》        | 郁局長 |

## 获奖
- 1984年中国电视剧第三届飞天奖一等奖《今夜有暴风雪》
- 1984年中国电视剧第一届金鹰奖《今夜有暴风雪》
- 1985年中国电视剧第四届飞天奖一等奖《希布克拉底誓言》
- 1987年第11界蒙特利尔国际电影节影片评委奖《大阅兵》
- 1987年意大利都灵青年国际电影节影片大奖《大阅兵》
- 1988年荣获第三届中国电影表演艺术学会金凤凰奖《死期临近》
- 1991年荣获四川省首届十佳演员称号《死期临近》
- 1992年第16届开罗国际电影节最佳影片金字塔奖《留守女士》
- 1994年法国戛纳国际电影节技术奖《摇啊摇，摇到外婆桥》
- 1994年美国全美影评人最佳外国语影片奖《摇啊摇，摇到外婆桥》
- 1994年中国电视剧第十三届飞天奖三等奖《洋行里的中国小姐》
- 1994年荣获第十届江苏省优秀电视剧评奖“优秀男主角”奖《心的旋律》
- 1997年荣获第17届中国电影金鸡奖最佳男配角　《缉毒英雄》
- 2000年荣获中央电视台中国电视报首届我最喜欢的电视剧观众奖“优秀男演员奖”《澳门故事》
- 2007年演艺名人公众形象满意度调查首届华鼎奖“公众最满意明星奖”
- 2008年中国电视剧第二十七届飞天奖二等奖
- 2009年担任中国电影金鸡奖第27届评委。
- 2011年荣获“2011春季电视剧互联网盛典”最佳男演员《幸福来敲门》
- 2011年获“9月华语电影风行榜”最佳男演员 《辛亥革命》
- 2011年第28届中国电影金鸡奖最佳男主角提名《秋喜》
- 2011年第28届中国电影金鸡奖最佳男主角《秋喜》
- 2011年第3届华鼎奖年度杰出成就奖
- 2011年中国魅力50人之中天之魅
- 2011年中国电视剧产业20年群英盛典突出贡献男演员 《人间正道是沧桑》《糟糠之妻》
- 2012年第31届大众电影百花奖最佳男配角提名 《辛亥革命》2012.9.28 浙江绍兴
- 2012年第31届大众电影百花奖最佳男配角 《辛亥革命》2012.9.29 浙江绍兴
- 2012年第4届华鼎奖全国观众最喜爱的影视明星奖《幸福来敲门》2012.12.10 上海
- 2013年首届电视剧导演委员会年度评选表彰大会 优秀电视剧男配角 《人间正道是沧桑》2013.1.20 山东济南
- 2013年首届电视剧导演委员会年度评选表彰大会 最佳电视剧男配角 《人间正道是沧桑》2013.1.20 山东济南
- 2013年MSN时尚盛典年度最佳男演员  《赵氏孤儿案》北京
- 2013年亚洲偶像盛典（亚洲青春派）最具演技男演员 《赵氏孤儿案》北京
- 2014年第二届电视剧导演委员会年度评选表彰盛典 优秀电视剧男配角《赵氏孤儿案》北京
- 2014年第二届电视剧导演委员会年度评选表彰盛典 最佳电视剧男配角《赵氏孤儿案》北京